# Myzomorphus amabilis
Myzomorphus amabilis är en skalbaggsart som först beskrevs av Friedrich F. Tippmann 1960.  Myzomorphus amabilis ingår i släktet Myzomorphus och familjen långhorningar. Inga underarter finns listade i Catalogue of Life.